# 沈重
沈重（1915年—2001年），原名沈克刚，字千里，男，湖北黄梅人，中华人民共和国政治人物、书法家，曾任中共牡丹江市委第一书记，中国书法家协会理事。